# TypeRacer
TypeRacer es un videojuego de navegador multijugador en línea de mecanografía. En TypeRacer, los jugadores completan pruebas de escritura de varios textos lo más rápido posible, compitiendo contra ellos mismos o con otros usuarios en línea. Fue lanzado en marzo de 2008.

## Historia
TypeRacer fue creado por el programador Alex Epshteyn, utilizando la interfaz de programación de aplicaciones (API) de OpenSocial y Google Web Toolkit. Epshteyn fue pasante en Google y se graduó de la Universidad de Massachusetts Amherst con una maestría en ciencias de la computación. Se inspiró para crear un juego de mecanografía multijugador competitivo porque el programa shareware de Windows que usó para aprender a mecanografiar al tacto carecía de un modo multijugador.
TypeRacer fue incluido en el "Top 100 Undiscovered Web Sites of 2008" de PC Magazine.

## Juego
Los jugadores compiten compitiendo con coches en miniatura que avanzan a medida que los usuarios escriben varios pasajes. Los pasajes varían en longitud desde los 20 a los 930 caracteres de longitud.
Cuando se compite, la velocidad de palabras por minuto (ppm) registrada por un usuario determinado se guardan y se usa para generar métricas como el promedio histórico de un jugador y sus últimos diez promedios.